# La Veu de Mallorca
La Veu de Mallorca fou el nom de diversos setmanaris editats a Palma. La darrera versió paper va desaparèixer el 1931. El 2009 el títol renaixé en forma digital.
El primer ho fou entre el 3 de febrer i el 28 d'abril de 1900 per Joan Torrendell i Escalas, a imitació del model de La Veu de Catalunya. Donava suport a l'esquerra republicana federal i tenia com a objectiu defensar l'oficialitat del català, criticar el centralisme i el caciquisme i fer propostes polítiques i econòmiques. Hi col·laboraven Joan Alcover, Gabriel Alomar, Bartomeu Amengual, Rafael Ballester, Pere Càffaro, Miquel Costa i Llobera, Fèlix Escalas i Chamení, Joan Gay i Antoni Noguera, entre d'altres. Tenia 4 pàgines i el tiratge era de devers 300 exemplars.
El segon fou un altre setmanari editat a Palma entre el 4 de gener de 1917 i el 15 de març de 1919, de la qual sortiren 98 números. Des del 1918 fou l'òrgan del Centre Regionalista de Mallorca. El director era Francesc Muntaner Ordines, però els directors efectius foren Joan Estelrich i Artigues i Joan Pons i Marquès. El seu contingut més literari que no pas polític i dedicava més atenció als temes culturals amb influència noucentista. Hi col·laboraven Antoni Maria Alcover, Joan Alcover, Gabriel Alomar, Guillem Colom, Miquel Costa i Llobera, Bartomeu Ferrà, Miquel Ferrà, Bartomeu Forteza, Guillem Forteza, Miquel Forteza, Antoni Pol, Joan Ramis d'Ayreflor, Guillem Reynés o Maria Antònia Salvà. Publicà traduccions d'autors estrangers, com Alphonse Daudet, Charles Dickens, Giacomo Leopardi i Alessandro Manzoni. El tiratge era d'entre 300 i 400 exemplars i tenia 8 pàgines.
Tornà a sortir, en una tercera època, com a setmanari des del 17 de gener fins al 19 de desembre de 1931. Se'n publicaren 53 números com a òrgan del Centre Autonomista de Mallorca i fou dirigit per Andreu Ferrer Ginard. Defensava el republicanisme i l'autonomisme, però no era anticlerical. Propugnava una política catalanista pròxima a la de la Lliga Catalana. Hi col·laboraren Guillem Colom, Joan Estelrich i Artigues, Miquel Ferrà, Salvador Galmés i Maria Antònia Salvà. També reproduïa articles de Francesc Cambó, Lluís Nicolau d'Olwer i Antoni Rovira i Virgili. El tiratge oscil·là entre els 600 i els 300 exemplars i tenia 4 o 8 pàgines.
El 15 de desembre de 2009, reapareix com publicació digital a iniciativa de Xarxa 2015, vinculada a l'Obra Cultural Balear.